# 卢森堡人
卢森堡族是西欧的一个民族，属欧罗巴人种，主要是日耳曼人族群後裔所組成，約佔盧森堡大公國人口的一半。盧森堡人與奧地利人族群來源非常相似，在歷史上被認為是日耳曼民族的亞群，但有自我的亞群文化及獨立語言。

## 地区
盧森堡族人主要分布在卢森堡大公国，是一个处于德国、法国、比利时之间的小国。
盧森堡人族群人數不多，但在歐洲和以外地區都有定居者，特別是比利時、法國、德國等周邊國家都有盧森堡人居住。主要原因是，盧森堡領土的三個分區，在歷史上曾經被併入周邊比、法、德三個國家。
19 世紀，大批盧森堡人移民到美洲，主要是在美國，也有部分生活在加拿大和巴西。 

## 文化
卢森堡人以卢森堡语为母语，卢森堡语跟德语属于同一语种。但德语和法语为卢森堡的两种官方语言。卢森堡人主要由法兰克人和罗马化的贝尔盖人结合而成。
在公元1～5世纪，罗马帝国统治时期，在今卢森堡居住的克尔特部落群的别尔格人被罗马化。